# Sicardo di Benevento
Sicardo (ultimi anni dell'VIII secolo – 839) è stato un principe longobardo, principe di Benevento dall'832.
Sicardo fu il figlio e successore di Sicone I di Benevento, diventando l'ultimo sovrano del principato beneventano prima che avvenisse la definitiva separazione dal dominio di Salerno. Una breve riunificazione si ebbe solo sotto Pandolfo Testadiferro dal 977 al 981.

## Biografia
Durante il suo regno, dapprima esiliò il fratello maggiore Siconolfo a Taranto costringendolo al sacerdozio, poi combatté ripetutamente contro i Saraceni e le città vicine, specialmente contro Sorrento, Napoli e Amalfi, e rappresentò la massima potenza economica e militare di tutta l'Italia meridionale. Nell'836, col Pactum Sicardi, stipulò una pace di cinque anni con le tre città campane e riconobbe ai loro mercanti il diritto alla libera circolazione.
La guerra tuttavia continuò lo stesso e nell'837 si aggiunse il duca Andrea II di Napoli, che per la prima volta chiamò in suo aiuto i Saraceni, dando inizio ad una "tradizione" seguita da molti altri principi cristiani. Nell'838 riuscì inoltre a sottomettere Amalfi attaccandola dal mare, e ne deportò parecchi abitanti a Salerno.
Malgrado l'attitudine alla guerra, Sicardo fu anche un alacre patrocinatore di nuove costruzioni. A lui si deve l'edificazione di una nuova chiesa a Benevento, che egli volle valorizzare facendola sede delle reliquie di San Bartolomeo, appositamente trafugate ai Saraceni grazie all'ingaggio di alcuni mercanti amalfitani. Dopo la presa di Amalfi si impossessò anche delle reliquie di Santa Trofimena, riportate di recente alla loro sede originaria da Minori.
Sicardo morì assassinato nell'estate 839 da una congiura capeggiata dagli Amalfitani (che così si ripresero il Ducato, dopo aver messo Salerno a ferro e fuoco) e dal tesoriere Radelchi, che si autoproclamò principe.
L'usurpazione fu subito contrastata dal fratello del defunto Sicardo, Siconolfo, che fu proclamato principe dal popolo di Salerno. Lo scontro fra i due pretendenti si protrasse per dieci anni e si concluse con la suddivisione del principato in due nuove realtà statali. Dalla ripartizione del dominio beneventano nacque il principato di Salerno, di cui Siconolfo fu primo sovrano.

## Fonti
- Gwatkin, H.M., Whitney, J.P. (ed) et al. The Cambridge Medieval History: Volume III. Cambridge University Press, 1926.